# AngloGold Ashanti
A AngloGold Ashanti é uma empresa mineradora de ouro sul-africana, fundada em 2004 a partir da junção da AngloGold e a Ashanti Goldfields Corporation. Possui operações espalhadas por 11 países entre 4 continentes: América, África e Oceania.
A empresa chega a produzir de 6 a 7 milhões de onças (187 a 217 mil quilogramas) de ouro por ano. Esses números correspondem a 10% da produção mundial de ouro.
Na América do Sul, a empresa está sediada em Nova Lima, Minas Gerais; em Crixás, Goiás e é proprietário da antiga Saint John Del Rey Mining Company do Morro Velho.
Em 2008 a AngloGold entrou em acordo com a mineradora canadense Eldorado Gold Corp para a compra da São Bento Mineração, que detém uma mina no município de Santa Bárbara, MG. Essa aquisição pode elevar a produção anual de ouro da empresa a cerca de 200 mil onças só no Brasil.
Nos documentos confidenciais da autoria da sociedade de advogados panamenha Mossack Fonseca, "Panama Papers", fornecem informações da empresa AngloGold Brazil sobre paraísos fiscais offshore..